# Католицька церква в Чехії
Като́лицька це́рква в Че́хії — друга християнська конфесія Чехії. Складова всесвітньої Католицької церкви, яку очолює на Землі римський папа. Керується конференцією єпископів. Станом на 2004 рік у країні нараховувалося близько 3 519 000 католиків (34,22% від усього населення). Існувало 9 діоцезій, які об'єднували 3139 церковних парафій.  Кількість  священиків — 1996 (з них представники секулярного духовенства — 1376, члени чернечих організацій — 620), постійних дияконів — 152, монахів — 798, монахинь — 1935.

## Діоцезії
Територіально римо-католицька церква в Чехії поділена на дві митрополії - празьку, що складається з 5 дієцезій та моравську, що складається з 3 дієцезій. Архієпископ Празький має титул примаса Чехії, з 2022 року цей титул носить Ян Граубнер. Католики східного обряду Чехії об'єднані апостольським екзархатом з центром у Празі, який очолює єпископ Ладіслав. Чеські католицькі єпископи входять до складу Чеської єпископської конференції, що виділилася 1993 року з Чехословацької єпископської конференції з розділенням Чехії та Словаччини.